# Wheaton (Kansas)
Pour les articles homonymes, voir Wheaton.
Wheaton est une ville américaine située dans le comté de Pottawatomie, au Kansas. Selon le recensement de 2010, sa population est de 95 habitants.